# Esperanza (película de 1949)
Esperanza es una película de Argentina y Chile en blanco y negro dirigida por Francisco Mugica y Eduardo Boneo según el guion de Eduardo Borrás sobre el argumento de Enzo Ardigó que se estrenó el 11 de octubre de 1949. 
Es una versión novelada sobre la epopeya de la fundación y establecimiento de la ciudad de Esperanza (Santa Fe), primera colonia de inmigrantes creada en Argentina en la provincia de Santa Fe en 1856.
Tuvo como protagonistas a Jacob Ben-Ami, Aída Alberti, Silvana Roth, Ignacio de Soroa, Malvina Pastorino y Ricardo Passano. 

## Reparto
- Jacob Ben-Ami ... Carlos Joliot
- Aída Alberti ... Juana
- Silvana Roth ... Amalia Montesano
- Ignacio de Soroa ... Carlos Joliot hijo
- Ricardo Passano ... Carlitos
- Malvina Pastorino ... María Joliot
- Enrique Chaico
- Gloria Ramírez ... Rita
- Virginia Fischer
- Lautaro Murúa
- Bernardo Perrone
- Ariel Absalón
- Roberto Parada
- Miguel Guidin
- Jacques Arndt
- Fernando Settier
- Arturo Roa
- Ítalo Martínez
- Mimi Garfias
- Juan Tenorio
- Héctor Márquez
- Enrique Heine
- Víctor del Valle
- Luis Vargas
- Alberto Latorre
- Juan Castellanos
- Alberto Castellanos
- Federico Mansilla …. Voz en off

## Comentarios
En su comentario en El Mundo Calki escribió:

”El film tuvo dos directores...a juzgar por la realización parece que no hubiera tenido ninguno."

La Nación por su parte la consideró:

”Noble evocación de una epopeya."